# Noroy-le-Bourg
Noroy-le-Bourg is een gemeente in het Franse departement Haute-Saône (regio Bourgogne-Franche-Comté) en telt 478 inwoners (2011). De plaats maakt deel uit van het arrondissement Vesoul.

## Geografie
De oppervlakte van Noroy-le-Bourg bedraagt 31,6 km², de bevolkingsdichtheid is 15,1 inwoners per km².
De onderstaande kaart toont de ligging van Noroy-le-Bourg met de belangrijkste infrastructuur en aangrenzende gemeenten.

## Demografie
Onderstaande figuur toont het verloop van het inwonertal (bron: INSEE-tellingen).